# Aethes deutschiana
Aethes deutschiana es una especie de polilla del género Aethes, categorizada en la tribu Cochylini, de la subfamilia Tortricinae.

## Distribución
Se distribuye por Suecia.

## Taxonomía
Fue descrita por Zetterstedt en 1839 y publicada en (Tortrix), Insecta Lapponica Descripta: 981.